# Östliche Mopsfledermaus
Die Östliche Mopsfledermaus (Barbastella leucomelas), auch Asiatische Mopsfledermaus genannt, ist ein hauptsächlich in Zentralasien verbreitetes Säugetier in der Gattung der Mopsfledermäuse. Genetische Studien zum Ende des 20. Jahrhunderts ließen vermuten, dass die westlichen Populationen dieser Art mit der westlichen Mopsfledermaus identisch sind. In diesem Fall wäre Barbastella darjelingensis der gültige wissenschaftliche Name dieser Art.

## Merkmale
Die Östliche Mopsfledermaus erreicht eine Gesamtlänge von 92 bis 107 mm, inklusive eines 33 bis 58 mm langen Schwanzes. Sie hat 37 bis 44 mm lange Unterarme, etwa 7 mm lange Hinterfüße und 15 bis 18 mm lange Ohren. Gewichtsangaben fehlen. Wie bei allen Glattnasen ist kein Nasenblatt vorhanden. Der Schwanz ist fast vollständig von der Schwanzflughaut umschlossen und die Ohren sind auf der Stirn miteinander verbunden. Die Haare der Oberseite sind dunkelbraun mit hell rotbraunen bis beigefarbenen Spitzen, was ein dunkelbraunes Aussehen mit hellem Glanz erzeugt. Das Fell der Unterseite ist hellbraun bis weiß mit rosa Tönung. Auf der Oberlippe befinden sich zwei wulstige Drüsen. Die Art kann ihre Ohren zum Schlafen nach hinten falten. Typisch sind hellbraune, leicht durchscheinende Flughäute.

## Verbreitung
Von dieser Art sind Populationen von der Sinai-Halbinsel, aus Eritrea, aus der Kaukasusregion und weiter über das nördliche Iran, Turkmenistan, das nördliche Afghanistan, Tadschikistan bis ins zentrale China, Nepal, Bhutan und zum nordöstlichen Indien bekannt. Zusätzlich gibt es Populationen auf Honshū und Hokkaidō in Japan. Die Östliche Mopsfledermaus lebt im Flachland und in Gebirgen bis 2500 Meter Höhe. Sie wird am häufigsten in feuchten Wäldern der temperierten Zone und in trockenen Nadelwäldern angetroffen.

## Lebensweise
Die nachtaktiven Exemplare zeigen außerhalb der Paarungszeit kein soziales Verhalten. Sie ruhen am Tage in Höhlen, Felsspalten, Tunneln, Gebäuden, Baumhöhlen und unter der Baumrinde. Die Nahrung besteht vorwiegend aus Insekten. Vor der Geburt der Nachkommen bilden Weibchen kleine Kolonien mit 3 bis 8 Mitgliedern. Pro Wurf kommen ein oder zwei Nachkommen vor. Diese Fledermaus fliegt dicht über dem Grund oder über den Bäumen mit vielen Richtungsänderungen.

## Gefährdung
Je nach Region sind die Bestände durch Waldrodungen oder durch Kriegshandlungen bedroht. Die IUCN listet die Östliche Mopsfledermaus aufgrund ihrer weiten Verbreitung als nicht gefährdet (least concern).